# Hà Khẩu (trấn)
Hà Khẩu (chữ Hán giản thể: 河口镇, âm Hán Việt: Hà Khẩu trấn) là một thị trấn trực thuộc huyện tự trị Hà Khẩu, châu tự trị Hồng Hà, tỉnh Vân Nam, Cộng hòa Nhân dân Trung Hoa. Thị trấn này có diện tích 190,02 ki-lô-mét vuông, dân số năm 2017 là 29.226 người. Mã số hành chính của thị trấn Hà Khẩu là 5325321, mã vùng điện thoại là 0873.

## Hành chính
Thị trấn Hà Khẩu được chia thành 15 đơn vị hành chính cấp thôn, bao gồm 13 xã khu và 2 thôn
- Xã khu: Hợp Quần (合群社区), Tân Lang (槟榔社区), Bắc Sơn (北山社区), Mạn Chương (曼章社区), Bá Sái (坝洒社区), Tân Hà (滨河社区), Động Bình (洞坪社区), Long Sa Hà (龙沙河社区), Na Bài (那排社区), Mạn Mỹ (曼美社区), Tiểu Hà Khẩu (小河口社区), Nam Bình (南屏社区)
- Thôn: Thành Giao (城郊村), Bá Sái (坝洒村).

## Lịch sử
Địa danh Lãnh Thủy Câu (suối nước lạnh, 冷水沟, Lengshuigou) đầu nguồn con suối chảy vào sông Hồng, thuộc Mạn Chương xã khu, nằm đối diện phía bắc đền Thượng Lào Cai (châu Thủy Vĩ xưa (水尾)), có thể là nơi diễn ra trận Lãnh Câu (冷溝) kết thúc thắng lợi khởi nghĩa Lam Sơn, được Nguyễn Trãi viết trong Bình Ngô đại cáoː (冷溝之血杵漂，江水為之嗚咽；) "Suối Lãnh Câu, máu chảy thành sông, nước sông nghẹn ngào tiếng khóc".
Đại Việt thông sử của Lê Quý Đôn viết: "... Sau khi Liễu Thăng thua trận, vua sai đem bốn tên chỉ huy, thiên hộ đã bắt được, và bằng sắc ấn tín của Liễu Thăng, đưa đến cho Mộc Thạnh. Quân sĩ của Thạnh quá kinh hãi tự tan rã. Các ông Phạm Văn Xảo liền tung quân vào đánh, phá tan đạo quân đó ở Lãnh Thủy Câu (冷水溝 [ngòi nước lạnh]) và Đan Xá, chém đầu hơn vạn tên và bắt sống được rất nhiều."